# Lagen om arbetslöshetsförsäkring
Lagen om arbetslöshetsförsäkring (1997:238) är en lag i Sverige om arbetslöshetskassa. Den innefattar både löntagare och företagare. Den slår bland annat fast att arbetslöshetsförsäkringen består av en grundförsäkring och en inkomstbortfallsförsäkring, och att den handlas av arbetslöshetskassor.
Grundförsäkringen ges till personer som antingen inte är medlem i en arbetslöshetskassa eller är medlem i en sådan men inte uppfyller de villkor som gäller för rätt till en inkomstrelaterad ersättning. Ersättning lämnas tidigast den dag den arbetslöse fyller 20 år. Inkomstbortfallsförsäkringen ges till personer som varit medlemmar i en arbetslöshetskassa under minst ett år, med förutsättningen att medlemmen efter det senaste inträdet i kassan uppfyllt arbetsvillkoret enligt 12 – 14 a §§ (medlemsvillkor).

## Villkor för rätt till ersättning vid arbetslöshet
Följande centrala villkor ur 9 § gäller för rätt till ersättning vid arbetslöshet. Därutöver tillkommer fler villkor som exempelvis arbetsvillkoret (12 §).
Rätt till ersättning vid arbetslöshet har en sökande som:
1. är arbetsför och oförhindrad att åta sig arbete för en arbetsgivares räkning minst 3 timmar varje arbetsdag och i genomsnitt minst 17 timmar i veckan,
2. är anmäld som arbetssökande hos den offentliga arbetsförmedlingen, och
3. även i övrigt står till arbetsmarknadens förfogande.

Personer som avvisar en anvisning till jobbgarantin för ungdomar har inte rätt till ersättning. Därutöver finns flera begränsningar av rätten till ersättning i 10 §:
1. Ersättning lämnas inte till personer som deltar i utbildning.
2. Ersättning lämnas inte till personer som är permitterade utan lön.
3. Ersättning lämnas inte till personer som är tjänstlediga utan lön.
4. Ersättning enligt grundförsäkringen lämnas inte till personer som enligt 37 § första stycket i lagen (1997:239) om arbetslöshetskassor har uteslutits från medlemskap under en tid av ett år från uteslutningen.

## Återbetalningsskyldighet
Har någon genom oriktig uppgift eller genom underlåtenhet att fullgöra sin uppgifts- eller anmälningsskyldighet orsakat att ersättning lämnats obehörigen eller med för högt belopp och har han eller hon skäligen bort inse detta, ska det som betalats ut för mycket betalas tillbaka.
Arbetslöshetsförsäkrad har blivit delvis befriad från skyldigheten att återbetala felaktigt utbetald försäkringsersättning enligt Regeringsrättens dom i mål 2952-05. Svea hovrätt har i mål T 4028-05 satt ned återbetalningskyldighet. Anstånd med återbetalningsskyldigheten kan lämnas.
Dröjsmålsränta ska betalas enligt räntelagen. Skyldighet att återbetala arbetslöshetsersättning har inte ansetts föreligga i andra fall än som anges i lagen (1997:238) om arbetslöshetsförsäkring enligt Regeringsrättens dom i mål 4858-02.